# Pati de Can Marchal
El Pati de Can Marchal és una plaça pública de Mataró (Maresme) inclosa a l'Inventari del Patrimoni Arquitectònic de Catalunya.

## Descripció
Espai de lleure ubicat al centre d'una illa de cases entre els carrers Sant Benet, Sant Joaquim, Fray Luís de León i Altafulla, on anteriorment hi havia una fàbrica anomenada Can Marchal. S'hi accedeix mitjançant dos barris que parteixen dels carrers Sant Joaquim i Fray Luis. Es la primera obra de Mataró que, seguint el Pla General, pretén la recuperació d'espais de l'interior de diverses illes per a equipaments.

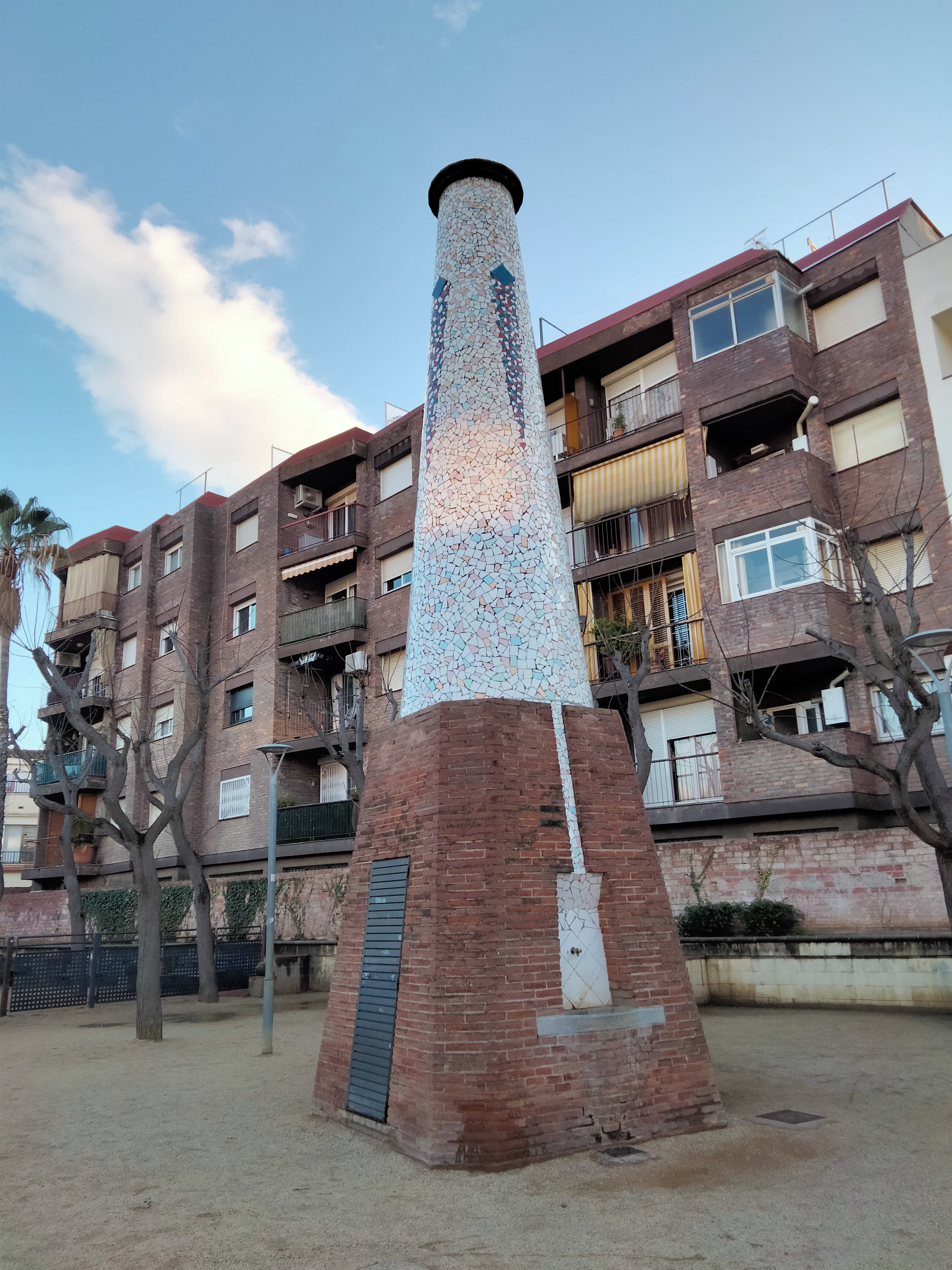
Pou 22

L'espai és quadrat i els arbres es troben plantats de forma ordenada. A l'obra hi ha un mur petit que, resseguint el pati, fa de jardinera, separant-lo de les cases del contorn.
La necessitat d'explotació per part de la companyia d'aigua del pou existent feia necessària la construcció d'una caseta per ubicar-hi les instal·lacions necessàries. Aquesta caseta s'ha transformat en una torre que, fent de fita, dona caràcter a la plaça.